# Andrea Augello
Andrea Augello (Novara, 24 febbraio 1961 – Roma, 28 aprile 2023) è stato un politico e saggista italiano.
È stato senatore della Repubblica dal 28 aprile 2006 al 22 marzo 2018 e dal 13 ottobre 2022 fino alla morte per Alleanza Nazionale, Il Popolo della Libertà, Nuovo Centrodestra, Identità e Azione e Fratelli d'Italia, ricoprendo diversi incarichi parlamentari, e sottosegretario di Stato per la pubblica amministrazione e innovazione dal 4 marzo 2010 al 16 novembre 2011 nel quarto governo Berlusconi.

## Biografia

### Carriera giovanile missina
Giovanissimo entra nel Fronte della Gioventù (FdG), l'organizzazione giovanile del Movimento Sociale Italiano-Destra Nazionale (MSI-DN), di cui cura la riorganizzazione e il rilancio a Roma all'inizio degli anni ottanta. Con il fratello Tony Augello, fondatore della corrente 'augelliana', è uno dei componenti di spicco della componente rautiana del MSI-DN con all'attivo il rilancio della sezione Balduina e la creazione della sezione Aurelio.
Sindacalista della UGL, nel 1991 è tra i fondatori di Movimento Comunità, una organizzazione non governativa di cooperazione internazionale, la cui meritoria attività verrà poi formalmente riconosciuta dalla Farnesina.
Per tre anni Augello la dirige, impegnandosi in Croazia ed in Bosnia per portare aiuto e conforto alle popolazioni colpite dalla guerra nei Balcani.

### Alla Regione con Alleanza Nazionale
Nel gennaio 1995 è tra i componenti della segreteria del congresso di Fiuggi, che determina la nascita di Alleanza Nazionale. Sempre nel 1995 è eletto consigliere regionale del Lazio con circa 7.000 voti.
Entrato nella direzione nazionale di AN nel 2000, anno in cui viene rieletto con 15.000 voti alla regione Lazio, e nominato assessore regionale al bilancio e alle risorse comunitarie nella giunta di Francesco Storace. In questa veste consegue per la prima volta nella storia della regione il risultato di impegnare e spendere tutte le risorse provenienti dai fondi strutturali europei, ottenendo il riconoscimento di una premialità di circa 40 milioni di euro per il Lazio.
Nel 2005 viene rieletto per la terza volta in consiglio regionale con 25.000 voti.

### Elezione a senatore
Alle elezioni politiche del 2006 viene eletto al Senato della Repubblica per Alleanza Nazionale.
A Palazzo Madama è membro della Commissione Bilancio, della Giunta per le Autorizzazioni e le Elezioni, della Commissione parlamentare di inchiesta sul fenomeno degli infortuni sul lavoro, con particolare riguardo alle cosiddette "morti bianche" e del Comitato per i procedimenti d'accusa.
Alle elezioni politiche del 2008 è rieletto al Senato della Repubblica nelle liste del Popolo della Libertà. Fa parte della Commissione provvisoria per la verifica dei poteri ad inizio legislatura prima dell'insediamento delle Commissioni. Membro della Commissione Bilancio del Senato, è vicepresidente della Giunta per le Immunità e le Elezioni del Senato e del Comitato parlamentare per i procedimenti d'accusa.
Nel 2009 è il responsabile della campagna elettorale che condurrà Gianni Alemanno alla elezione di sindaco di Roma, sconfiggendo al ballottaggio Francesco Rutelli.
Nel 2010 è l'organizzatore della campagna elettorale che vedrà Renata Polverini vincitrice delle elezioni regionali di quell'anno.
Dopo questa vittoria del centrodestra, Augello tenta inutilmente di trovare un punto di mediazione nella crisi di rapporti tra Fini e Berlusconi, diventando un esponente di spicco del cosiddetto gruppo dei "pontieri" finiani (Augello, Moffa, Viespoli), ma le divergenze tra i due politici di spicco del centro-destra sono tali da dover decretare la separazione da cui scaturisce la formazione finiana di Futuro e Libertà. Augello nonostante la sua vicinanza a Fini decide di rimanere nel PdL di Berlusconi e non aderire nel luglio 2010 ai gruppi parlamentari autonomi dei finiani.

#### Sottosegretario per la pubblica amministrazione e innovazione
A marzo 2010 viene nominato sottosegretario di Stato al Ministero della pubblica amministrazione e innovazione: in questo ruolo si occupa di aggiornare la legislazione anticorruzione italiana, riuscendo a far approvare al Senato il cosiddetto ddl anticorruzione. Il provvedimento arriva alla Camera nel gennaio 2011, ma quando sta per concludere l'esame delle commissioni competenti, il presidente Berlusconi rassegna le dimissioni e conclude l'esperienza del suo governo nel novembre 2011. Insieme ad altri 35 parlamentari (Crosetto, Mantovano, Saltamartini, De Angelis, Cutrufo, Viespoli, Saia ed altri) promuove un documento nel luglio 2012 che chiede una svolta partecipativa nel partito, organizzando a Roma, in piazza San Giovanni, una manifestazione il 26 luglio a cui partecipano oltre 5.000 cittadini.

#### Relatore sulla decadenza di Berlusconi
Come membro della Giunta delle elezioni e delle immunità parlamentari, Augello è stato relatore del procedimento di decadenza di Silvio Berlusconi in base della legge Severino, condannato per frode fiscale nel processo Mediaset, scrivendo una relazione in cui si chiedeva che Berlusconi rimanesse in carica, sollevando tre pregiudiziali: la prima intende riconoscere alla Giunta il ruolo di organo giurisdizionale, la seconda richiede di ricorrere alla Corte costituzionale per dubbi di costituzionalità della legge e la terza propone un rinvio interpretativo alla Corte di giustizia dell'Unione europea. La sua relazione venne bocciata dalla Giunta il 18 settembre 2013, con 14 voti contrari e 9 a favore, il che automaticamente, come previsto dal regolamento, lo fa decadere dall'incarico di relatore, in cui viene sostituito dal presidente della Giunta Dario Stefano.

### XVII legislatura
Alle elezioni politiche del 2013 viene eletto per la terza volta al Senato della Repubblica con il Popolo della Libertà.
Nel 2013 coordina la campagna per la ricandidatura a sindaco di Roma di Gianni Alemanno che si conclude con la vittoria dello sfidante Ignazio Marino al ballottaggio.
In Senato è membro della 10 Commissione Industria, del Comitato parlamentare per i procedimenti di accusa e della Giunta delle elezioni e delle immunità parlamentari.
Il 16 novembre 2013, con la sospensione delle attività del Popolo della Libertà, aderisce al Nuovo Centrodestra guidato da Angelino Alfano.
Il 23 dicembre 2015 Augello, ritenendo la linea assunta dal Nuovo Centrodestra destinata ad una deriva filo-renziana, abbandona il partito e passa all'opposizione, fondando con Gaetano Quagliariello il movimento politico di centro-destra Identità e Azione (IDeA) ed aderendo al gruppo parlamentare di centro-destra Grandi Autonomie e Libertà (GAL).
Sostiene Alfio Marchini alle elezioni comunali a Roma del 2016 proponendo alcuni candidati per la sua lista civica.
Il 25 maggio 2016, pur continuando ad essere iscritto ad IDeA, s'iscrive al gruppo parlamentare Conservatori e Riformisti (CoR) di Raffaele Fitto, permettendo a tale gruppo di raggiungere la quota minima di 10 parlamentari e continuare ad esistere.
Il 2 aprile 2017, con lo scioglimento del gruppo CoR (di cui era membro), confluisce assieme agli altri senatori di CoR nel gruppo misto. Il successivo 12 aprile ritorna nel gruppo GAL.
Il 25 maggio 2017 abbandona GAL ed aderisce, assieme agli altri senatori di IDeA, al neonato gruppo parlamentare di centro-destra Federazione della Libertà (IDeA-Popolo e Libertà, PLI).

#### Membro della Commissione d'inchiesta sulle banche
Nel 2017 diviene membro della Commissione parlamentare d'inchiesta sulle banche, voluta da Matteo Renzi nel tentativo di accertare eventuali illeciti e responsabilità politiche addebitati al vertice del Partito Democratico nella crisi delle banche (in particolare Banca Etruria).

### Le politiche del 2018
Due giorni prima della presentazione delle liste per le elezioni politiche del 2018, giunge improvvisa la notizia dell'esclusione dalle candidature del centrodestra di Augello.
Sulla stampa nazionale sono in molti i commentatori a ritenere che la decisione sia conseguenza proprio dell'attività da lui svolta in Commissione banche: in questo senso si esprimono Travaglio, Belpietro, Mentana, e commentatori politici di quasi tutti i quotidiani. Augello commenta l'accaduto con diplomazia.

### Adesione a Fratelli d'Italia e morte
Il 9 dicembre 2018 il movimento di Augello Cuori Italiani aderisce a Fratelli d'Italia in vista delle elezioni europee del 2019, con l'obiettivo di dare vita a un unico movimento conservatore e sovranista, alternativo alla Lega.
Alle elezioni politiche anticipate del 2022 viene ricandidato al Senato, come capolista di FdI nel collegio plurinominale Lazio - 02, risultando eletto.
Malato da tempo, muore il 28 aprile 2023, all'età di 62 anni.

## Opere
- La compagnia del Graal: una rilettura del Parzival di Wolfram von Eschenbach, edizioni Aragno, 2009
- Uccidi gli italiani, Gela, la battaglia dimenticata, Mursia editore, 2012
- Draghi d'Italia, Gaffi editore, 2013
- Arditi contro. 1919-1923 i primi anni di piombo a Roma, Mursia editore, 2017
- C'era una volta mio fratello, Edizioni Le dodici querce 2021
- Il racconto del Graal, Jouvence, 2021